# Breutelia papuensis
Breutelia papuensis är en bladmossart som beskrevs av Virtanen 1996. Breutelia papuensis ingår i släktet gullhårsmossor, och familjen Bartramiaceae. Inga underarter finns listade i Catalogue of Life.